# Francis Hyde Villiers
Sir Francis Hyde Villiers (13 agosto 1852 – 18 novembre 1925) è stato un diplomatico inglese.

## Biografia
Era il figlio di George Villiers, IV conte di Clarendon, e di sua moglie, Lady Katherine Grimston.

## Carriera
Dopo aver completato gli studi alla Harrow School, nel 1870 entrò a far parte del Foreign Office britannico. È stato secondo segretario nel 1885, e servì come segretario privato del Ministro degli Esteri, Lord Rosebery (1886 e 1892-1894), e segretario privato di Lord Salisbury nel 1887. Dal 1896 al 1905 è stato assistente sottosegretario al Foreign Office. Nel 1906 è stato nominato ministro per il Portogallo, e nel 1911 è stato trasferito in Belgio.
Quando l'esercito tedesco invase il Belgio nel 1914, il governo belga si ritirò prima ad Anversa e poi a Le Havre (anche se il re Alberto rimase a De Panne come comandante dell'esercito belga) e Villiers lo accompagnò fino alla fine della guerra, quando è tornato a Bruxelles. Dopo che il trattato di pace venne firmato, Villiers è stato promosso ad ambasciatore nel mese di ottobre 1919. Si ritirò nell'agosto 1920.

## Matrimonio
Sposò, il 28 giugno 1876, Virginia Katharine Smith (1853-12 dicembre 1937), figlia di Eric Carrington Smith. Ebbero cinque figli:
- Dorothy Villiers (20 febbraio 1879-11 gennaio 1942), sposò in prime nozze Hugh Keith-Fraser e in seconde nozze Jocelyn Graham;
- Eric Hyde Villiers (2 febbraio 1881-16 maggio 1964), sposò Joan Ankaret Talbot, ebbero quattro figli;
- Gerald Hyde Villiers (31 agosto 1882-10 febbraio 1953);
- Algernon Hyde Villiers (1 febbraio 1886-23 novembre 1917), sposò Beatrix Elinor Paul, ebbero due figli;
- Marjory Mildred Villiers (9 maggio 1890-?), sposò Ivan Snell, ebbero tre figli.

## Morte
Morì il 18 novembre 1925.

## Ascendenza
|                                        |                                       |                                         | Genitori                           |  |  | Nonni |  |  | Bisnonni                              |  |  | Trisnonni                            |  |
|                                        |                                       |                                         |                                    |  |  |       |  |  | Thomas Villiers, I conte di Clarendon |  |  | William Villiers, II conte di Jersey |  |
|                                        |                                       |                                         |                                    |  |  |       |  |  | Thomas Villiers, I conte di Clarendon |  |  | William Villiers, II conte di Jersey |  |
|                                        |                                       | Judith Herne                            |                                    |  |  |       |  |  | Thomas Villiers, I conte di Clarendon |  |  |                                      |  |
| lord George Villiers                   |                                       |                                         |                                    |  |  |       |  |  | Thomas Villiers, I conte di Clarendon |  |  |                                      |  |
|                                        |                                       | lady Charlotte Capell                   | William Capell, III conte di Essex |  |  |       |  |  |                                       |  |  |                                      |  |
|                                        |                                       | lady Charlotte Capell                   | William Capell, III conte di Essex |  |  |       |  |  |                                       |  |  |                                      |  |
|                                        |                                       | lady Charlotte Capell                   | lady Jane Hyde                     |  |  |       |  |  |                                       |  |  |                                      |  |
| George Villiers, IV conte di Clarendon |                                       | lady Charlotte Capell                   |                                    |  |  |       |  |  |                                       |  |  |                                      |  |
|                                        |                                       | John Parker, I barone Boringdon         | John Parker                        |  |  |       |  |  |                                       |  |  |                                      |  |
|                                        |                                       | John Parker, I barone Boringdon         | John Parker                        |  |  |       |  |  |                                       |  |  |                                      |  |
|                                        |                                       | John Parker, I barone Boringdon         | lady Catherine Poulett             |  |  |       |  |  |                                       |  |  |                                      |  |
| hon. Theresa Parker                    |                                       | John Parker, I barone Boringdon         |                                    |  |  |       |  |  |                                       |  |  |                                      |  |
|                                        |                                       | hon. Theresa Robinson                   | Thomas Robinson, I barone Grantham |  |  |       |  |  |                                       |  |  |                                      |  |
|                                        |                                       | hon. Theresa Robinson                   | Thomas Robinson, I barone Grantham |  |  |       |  |  |                                       |  |  |                                      |  |
|                                        |                                       | hon. Theresa Robinson                   | Frances Worsley                    |  |  |       |  |  |                                       |  |  |                                      |  |
| lord Francis Hyde Villiers             |                                       | hon. Theresa Robinson                   |                                    |  |  |       |  |  |                                       |  |  |                                      |  |
|                                        | James Grimston, III visconte Grimston | James Grimston, II visconte Grimston    |                                    |  |  |       |  |  |                                       |  |  |                                      |  |
|                                        | James Grimston, III visconte Grimston | James Grimston, II visconte Grimston    |                                    |  |  |       |  |  |                                       |  |  |                                      |  |
|                                        | James Grimston, III visconte Grimston | Mary Bucknall                           |                                    |  |  |       |  |  |                                       |  |  |                                      |  |
| James Grimston, I conte di Verulam     | James Grimston, III visconte Grimston |                                         |                                    |  |  |       |  |  |                                       |  |  |                                      |  |
|                                        |                                       | Harriot Walter                          | Edward Walter                      |  |  |       |  |  |                                       |  |  |                                      |  |
|                                        |                                       | Harriot Walter                          | Edward Walter                      |  |  |       |  |  |                                       |  |  |                                      |  |
|                                        |                                       | Harriot Walter                          | hon. Harriot Forrester             |  |  |       |  |  |                                       |  |  |                                      |  |
| lady Katherine Grimston                |                                       | Harriot Walter                          |                                    |  |  |       |  |  |                                       |  |  |                                      |  |
|                                        |                                       | Charles Jenkinson, I conte di Liverpool | Charles Jenkinson                  |  |  |       |  |  |                                       |  |  |                                      |  |
|                                        |                                       | Charles Jenkinson, I conte di Liverpool | Charles Jenkinson                  |  |  |       |  |  |                                       |  |  |                                      |  |
|                                        |                                       | Charles Jenkinson, I conte di Liverpool | Amarantha Cornewall                |  |  |       |  |  |                                       |  |  |                                      |  |
| lady Charlotte Jenkinson               |                                       | Charles Jenkinson, I conte di Liverpool |                                    |  |  |       |  |  |                                       |  |  |                                      |  |
|                                        |                                       | Catherine Bishopp                       | sir Cecil Bishopp, VI baronetto    |  |  |       |  |  |                                       |  |  |                                      |  |
|                                        |                                       | Catherine Bishopp                       | sir Cecil Bishopp, VI baronetto    |  |  |       |  |  |                                       |  |  |                                      |  |
|                                        |                                       | Catherine Bishopp                       | Anne Boscawen                      |  |  |       |  |  |                                       |  |  |                                      |  |
|                                        |                                       | Catherine Bishopp                       |                                    |  |  |       |  |  |                                       |  |  |                                      |  |